# Robert Siodmak
Robert Siodmak (ur. 8 sierpnia 1900 w Dreźnie, zm. 10 marca 1973 w Asconie) – niemiecki reżyser filmowy. scenarzysta i producent. Szerzej rozpoznawalny dzięki zrealizowanym dreszczowcom i filmom noir.

## Życiorys
Tworzył kryminały u schyłku Republiki Weimarskiej. Zrealizował m.in. Śledztwo, Ludzie w niedzielę, Pożegnanie. Unikając nazizmu, wyjechał do Paryża. Od 1939 mieszkał i pracował w Stanach Zjednoczonych, gdzie nakręcił m.in. Kręte schody, Zabójców, Krzyk miasta. Później tworzył również we Włoszech (Karmazynowy pirat) i w Niemczech (Nocą, kiedy przychodzi diabeł).

## Wybrana filmografia
- Phantom Lady (1944)
- Christmas Holiday (1944)
- The Suspect (1944)
- Kręte schody (1945)
- Zabójcy (1946)
- Mroczne zwierciadło (1946)
- Cry of the City (1948)
- Criss Cross (1948)
- Wielki grzesznik (1949)
- Karmazynowy pirat (1952)
- Nocą, kiedy przychodzi diabeł (1957)